# Brian Knobbs
Brian Knobbs, pseudonimo di Brian Yandrisovitz (Allentown, 6 maggio 1964), è un wrestler statunitense, noto per essere uno dei membri del tag team dei Nasty Boys insieme a Jerry Sags.

## Carriera

### The Nasty Boys
Knobbs nacque e crebbe ad Allentown, in Pennsylvania e mosse i primi passi nel wrestling lottando nel 1985 nella American Wrestling Association sotto l'identità di "Masked Terrorist". Nel 1986, formò un tag team denominato "The Nasty Boys" ("i ragazzi cattivi") con l'amico d'infanzia Jerry Sags, e i due incominciarono a combattere in Tennessee per poi spostarsi qualche tempo dopo nella Florida Championship Wrestling, dove vinsero i titoli mondiali di coppia per ben cinque volte tra il 1988 e il 1990.
Nel 1990, i Nasty Boys si aggregarono alla World Championship Wrestling. Inizialmente si scontrarono con Rick e Scott Steiner ma non riuscirono mai a sconfiggere gli Steiner Brothers per il WCW United States Tag Team Championship.
I Nasty Boys lasciarono la WCW nel dicembre 1990 per accasarsi alla World Wrestling Federation. Insieme al loro nuovo manager Jimmy Hart, dichiararono subito la loro intenzione di "Nastisizzare la WWF". Dopo la vittoria in una tag team battle royal che li catapultò in cima alla lista degli sfidanti al titolo di coppia, riuscirono a sconfiggere la Hart Foundation, grazie alle interferenze di Jimmy Hart, vincendo il WWF World Tag Team Championship a WrestleMania VII, e detenendo le cinture fino a SummerSlam '91, dove furono sconfitti dai Legion of Doom in un match senza squalifica. Alla fine del 1992 diventarono per breve tempo una coppia "face" in seguito al tradimento di Jimmy Hart che li aveva abbandonati per i Money Incorporated (Ted DiBiase & IRS), ma non riuscirono più a riconquistare le cinture di campioni.
Nel 1993, lasciarono la WWF per tornare alla WCW dove, guidati dalla manager Missy Hyatt, riuscirono a conquistare le cinture WCW World Tag Team Championship. Sempre nel 1993, rivinsero i titoli tag team per la seconda volta, ma furono poi sconfitti da Cactus Jack e Kevin Sullivan. Nel maggio 1995, conquistarono per la terza ed ultima volta i titoli mondiali di coppia sconfiggendo gli Harlem Heat al PPV Slamboree, ma ripersero le cinture poco tempo dopo contro gli Harlem Heat a Bash at the Beach.
Nel 1996, i Nasty si imbarcarono in un feud con l'nWo, ma Sags si infortunò seriamente durante un match contro Scott Hall e dovette ritirarsi.

### Carriera solista
A seguito del ritiro di Sags, Knobbs iniziò a combattere da singolo ed entrò nella divisione hardcore della WCW. Lì si scontrò con Norman Smiley e sconfisse Bam Bam Bigelow a SuperBrawl nel 2000, distinguendosi per lo stile di lotta molto violento e particolarmente duro. Knobbs riuscì a vincere per tre volte il titolo WCW Hardcore Championship. Durante questo periodo, Fit Finlay fu per breve tempo suo manager. Successivamente Knobbs entrò anche a far parte della stable di Jimmy Hart denominata "The First Family".

### Ricostituzione dei Nasty Boys (2007-2010)
Il 20 novembre 2007, Knobbs e Sags hanno riformato i Nasty Boys combattendo insieme nel loro primo match da anni a questa parte durante una puntata di SmackDown! registrata a Tampa (Florida). Secondo i resoconti, il match fu un vero disastro e il team fu accusato di aver volutamente voluto far male ai propri avversari, Dave Taylor e Drew McIntyre, in maniera poco professionale.
Il 4 gennaio 2010, i Nasty Boys hanno debuttato nella Total Nonstop Action Wrestling durante una puntata di TNA Impact!, distruggendo lo spogliatoio del Team 3D mentre la coppia era in Giappone. l'episodio fu alla base del seguente feud tra i due tag team. Il 21 gennaio i Nasty Boys hanno combattuto il loro primo match in TNA, sconfiggendo Eric Young e Kevin Nash. Al ppv Against All Odds, i Nasty Boys sconfissero il Team 3D in un tag team match, grazie all'intervento del rientrante Jimmy Hart che si schierò dalla parte dei suoi vecchi clienti.
Il 29 marzo 2010 i Nasty Boys furono licenziati dalla TNA a seguito di un incidente verificatosi a un evento TNA che vedeva la presenza della dirigenza di Spike TV.

## Vita privata
La moglie di Knobbs è la sorella della moglie del wrestler Greg "The Hammer" Valentine. La coppia non ha figli. Knobbs è un grande amico di Hulk Hogan ed è apparso numerose volte in diversi episodi delle serie televisive Hogan Knows Best e Brooke Knows Best.
Nel febbraio 2012 Knobbs è rimasto coinvolto in una lite con il collega lottatore New Jack, che lo mise KO.
Nel 2019 fu ricoverato in ospedale per un'infezione del sangue e fu operato a un ginocchio. Le sue spese mediche furono pagate tramite colletta dai fan attraverso una campagna GoFundMe. Il 10 agosto 2021 fu nuovamente ricoverato in ospedale a causa di vari problemi di salute. Il 4 marzo 2025 fu lanciata un'altra campagna GoFundMe dopo che Knobbs postò sui social media di essere tornato in ospedale con una diagnosi di probabile amputazione di un piede. Knobbs e la moglie sono anche rimasti senza casa a causa dell'uragano Milton che ha spazzato via ogni loro proprietà.

## Personaggio
Mossa finale
- Running powerslam
- Con Jerry Sags
  - Double DDT[10]
  - Trip to Nastyville[10] (Running powerslam da parte di Knobbs seguito da un diving elbow drop di Sags)

Manager
- Fit Finlay[1]
- Jimmy Hart[11]
- Missy Hyatt

## Titoli e riconoscimenti
- Continental Wrestling Association
  - AWA Southern Tag Team Championship (2) – con Jerry Sags
- NWA Florida
  - FCW Tag Team Championship (5) – con Jerry Sags
- Pro Wrestling Illustrated
  - PWI Tag Team of the Year del 1994 – con Jerry Sags.[12]
  - PWI lo ha classificato alla posizione numero 409 nella lista dei migliori 500 wrestler singoli nei "PWI Years" del 2003.[13]
  - PWI lo ha classificato alla posizione numero 53 (insieme a Jerry Sags) nella lista dei migliori 100 tag team dei "PWI Years" del 2003.[14]
- World Championship Wrestling
  - WCW Hardcore Championship (3)
  - WCW World Tag Team Championship (3) – con Jerry Sags
- World Wrestling Federation
  - WWF World Tag Team Championship (1) – con Jerry Sags[15]
- X Wrestling Federation
  - XWF World Tag Team Championship (1) – con Jerry Sags[16]
- Altri titoli
  - NAWA Tag Team Championship (1) – con Jerry Sags
  - PWF Tag Team Championship (1) – con Jerry Sags
  - SAPC Tag Team Championship (1) – con Jerry Sags
  - YPW Heavyweight Championship (1)